# GSO – Guidance, Skills & Opportunities for Researchers
Die GSO - Guidance, Skills & Opportunities for Researchers e.V. (GSO) mit Sitz in Berlin wurde 2003 als gemeinnützige Organisation von deutschen Wissenschaftlern und Unternehmensvertretern gegründet. Sie ist ein gemeinnütziger, eingetragener Verein.
Ziel der GSO ist es, Wissenschaftlerinnen und Wissenschaftler unabhängig und auf Augenhöhe zu Karrierefragen zu beraten, mit Peers und Experten in allen Sektoren zu vernetzen und gemeinsam mit Stiftungspartnern durch Programme zu fördern.
Die GSO unterstützt und begleitet Wissenschaftlerinnen und Wissenschaftler auf ihrem Karriereweg. Mit Hilfe von Förderprogrammen und der Plattform „Karrierewissen“ soll der wissenschaftliche Nachwuchs in Deutschland sowie potentielle wissenschaftliche Rückkehrer aus dem Ausland für ihre Karriere vorbereitet werden. Die GSO ermöglicht damit Karrierechancen und stärkt den Wissenschaftsstandort Deutschland.
Seit 2003 ist Eicke Weber, Leiter des Fraunhofer-Institut für Solare Energiesysteme (ISE), Vorsitzender des Vorstands der GSO.

## Tätigkeitsfelder
- Workshops, Online-Kurse, Beratung für junge Wissenschaftler, die aktuelle Informationen zu Karrieremöglichkeiten in Deutschland suchen[4]
- Angebote für wissenschaftliche Institutionen, wie z. B. Workshops für Postdocs und Doktorand, Moderation & Vorträge, Alumniarbeit und Sichtbarkeit[5]
- Die GSO-„Karrierewissen“- Plattform mit Karrieretipps für Wissenschaftler
- Programme, u. a. der Klaus Tschira Boost[6] Fund und die GSO Leadership Academy,[7]  in Kooperation mit der Klaus Tschira Stiftung, der Carl-Zeiss-Stiftung, der Dr. Wilhelmy-Stiftung und weiteren Partnern,
- Vernetzung von Wissenschaftlern und Organisationen, Koordination von Wissenschaftler-Stammtischen in Zusammenarbeit mit dem German Academic International Network (GAIN) des Deutschen Akademischen Austauschdienstes (DAAD) in New York[8]
- Alumnimanagement in Zusammenarbeit mit der Heidelberg Laureate Forum Foundation auf der Alumniplattform AlumNode

## Mitgliedschaften
- Bundesverband Deutscher Stiftungen
- Euraxess Deutschland[9]